# Charaxes ameliae
Charaxes ameliae is een vlinder uit de familie van de Nymphalidae. De wetenschappelijke naam van de soort is voor het eerst geldig gepubliceerd in 1861 door Doumet.

## Kenmerken
De vleugels van het mannetje vertonen een glanzend blauw stippenpatroon op de bovenzijde, dat bij het vrouwtje wit is. De spanwijdte bedraagt ongeveer 8 tot 9 cm.

## Verspreiding en leefgebied
Deze vlindersoort komt voor in de bossen van westelijk Afrika tot Malawi en Oeganda.